# Woord & Gebaar
Woord & Gebaar is het enige onafhankelijke, landelijke dovenblad van Nederland. Het informeert over nieuws en wetenswaardigheden die binnen de dovenwereld van belang zijn, bijvoorbeeld over de Nederlandse Gebarentaal (NGT) of over cochleaire implantaten (CI). Daarnaast brengt het blad interviews met (ervarings)deskundigen, heeft het een jongerenrubriek en attendeert het op allerhande evenementen, alles met nadruk vanuit een positieve visie op doofheid.